# Gobius geniporus
Gobius geniporus — вид риб з родини бичкових (Gobiidae). Демерсальна, морська субтропічна риба, сягає 16 см довжиною. Ендемік Середземного моря. Мешкає на глибинах 30 м.